# 블록챗
블록챗(영어: BlockChat)은 쿠브(COOV)의 개발 운영사 블록체인랩스가 2022년 11월 서비스를 시작한 서버 없는 블록체인 메신저이다.

## 기능 및 서비스
블록챗은 중앙 서버가 없는 블록체인 메신저이다. 사용자의 기기에서 생성되는 블록체인 ID를 이용하기 때문에 이용자의 개인 정보가 필요한 회원 가입이나 별도의 로그인이 필요하지 않다.
‘커넥션 코드’를 생성하여 원하는 사람에게 전송, 수신자가 코드 입력을 완료하면 대화방이 생성된다. 대화방 내 메시지 색상 및 위치가 수발신 구분 없이 자유롭게 변경이 가능하며, 메시지 내용 역시 이용자 기기에서 수발신 메시지 모두 수정 가능하다. AI 음성 필터링 기술을 활용하여 다른 목소리로 통화 할 수 있는 기능이 출시 예정이다.

## 특징
블록챗 특유의 수발신 구분 없이 자유롭게 색상, 정렬의 변경이 가능한 기능과 상대 메시지도 수정이 가능한 기능 덕에 화면 캡쳐가 소용 없다.